# Рафадали
Рафада̀ли (на италиански и на сицилиански Raffadali) е град и община в Южна Италия, провинция Агридженто, автономен регион и остров Сицилия. Разположен е на 420 m надморска височина. Населението на общината е 12 808 души (към 2012 г.).